# Sébastien Gérardin
Pour les articles homonymes, voir Gérardin.
Sébastien Gérardin est un naturaliste et prêtre français, né le 9 mars 1751 à Mirecourt et mort le 17 juillet 1816 à Paris.

## Biographie
Il est fils d'un luthier. Il se passionne pour l’histoire naturelle et l'enseigne à l’École centrale d’Épinal en 1776. Il y constitue un cabinet de curiosités ainsi que le jardin botanique.
Il devient chanoine à Poussay en 1790. Il est employé par le Muséum national d'histoire naturelle à partir de 1803.

## Publications
- 1784 : Lettre d'un Anglois à un François sur la découverte du magnétisme animal, et observations sur cette lettre, édité par A. Bouillon, site Internet Archive[3].
- 1805 : Tableau élémentaire de botanique, Paris, Perlet, et chez l'auteur.
- 1806 : Tableau élémentaire d'ornithologie, ou Histoire naturelle des oiseaux que l'on rencontre communément en France, Paris, Tourneisen filsRéédition en 1822
  - Tome 1 en ligne sur Google Livres
  - Tome 2 en ligne sur Google Livres
- 1810 : Essai de physiologie végétale : ouvrage dans lequel sont expliquées toutes les parties des végétaux : accompagné de planches et de tableaux méthodiques, représentant les trois systèmes de Tournefort, de Linné et de Jussieu sur Google Livres[4], Paris, F. Schöll, 2 vol. (OCLC 457754884)
- 1817 : Dictionnaire raisonné de botanique publié, revu et augmenté… par Mr N.-A. Desvaux, Paris, Dondey-Dupré, 746 p.Réédition en 1822

Selon le Michaud, il a également laissé des manuscrits : Les papillons de Lorraine et Abrégé de l'ornithologie de Buffon.